# Studios Silvercup
Les Studios Silvercup sont les plus grands plateaux de tournage pour le cinéma et la télévision de la ville de New York. Situés dans le district de Queens, le complexe existe depuis 1983, à l'emplacement de l'ancienne boulangerie Silvercup. Ils appartiennent et sont gérés par les frères Stuart et Alan Suna.

## Histoire
Au cours des premières années, les studios étaient majoritairement utilisés pour le tournage de clips vidéos et de publicités, bien qu'occasionnellement des films y étaient tournés.
Puis, l'orientation du studio fut progressivement dirigée vers la production des séries télévisées.
Le studio possède un second complexe, situé aussi dans Queens, mais dans le quartier de Long Island City.

## Productions

### Séries télévisées
- 1995 - 1996 : Central Park West
- 1998 - 2004 : Sex and the City : HBO
- 1999 - 2007 : Les Soprano (The Sopranos) : HBO
- 2003 - 2006 : La Star de la famille (Hope & Faith) : ABC
- 2006 - 2013 : 30 Rock : NBC
- 2006 - 2010 : Ugly Betty : ABC
- 2007 : Mad Men (Pilote) : AMC
- 2007 - 2012 : Gossip Girl : The CW
- 2008 - 2013 : Fringe : FOX
- 2011 - 2016 : Person of Interest : CBS
- 2015-...: Quantico : ABC

### Cinéma
- 1984 : À la recherche de Garbo (Garbo Talks)
- 1986 : Highlander
- 1989 : Black Rain
- 1990 : Le Parrain 3
- 1997 : Parties intimes (Private Parts)
- 1999 : Big Daddy
- 1999 : Mickey les yeux bleus (Mickey Blue Eyes)
- 2000 : Little Nicky
- 2000 : Mon beau-père et moi (Meet the Parents)
- 2002 : Mafia Blues 2 (Analyze That)
- 2002 : Gangs of New York
- 2002 : L'Amour sans préavis (Two Weeks Notice)
- 2003 : Filles de bonne famille (Uptown Girls)
- 2004 : Birth
- 2005 : Trouble Jeu (Hide and Seek)
- 2006 : Le Diable s'habille en Prada (The Devil Wears Prada)
- 2006 : Little Children
- 2008 : La Loi et l'Ordre (Righteous Kill)
- 2008 : Sex and the City, le film (Sex and the City - The Movie)
- 2009 : Julie et Julia
- 2010 : Crazy Night